# Alessandro Pellegrini
Alessandro Pellegrini (Vercelli, 2 agosto 1964) è un procuratore sportivo ed ex calciatore italiano, di ruolo centrocampista.

## Carriera
Cresciuto nella Pro Vercelli, con il Catania ha disputato quattro stagioni, ha esordito in Serie B il 16 settembre 1984 nella partita Perugia-Catania (2-2), in tutto con gli etnei ha disputato 94 partite in Serie B, realizzando 4 reti.